# Serafino Alassio

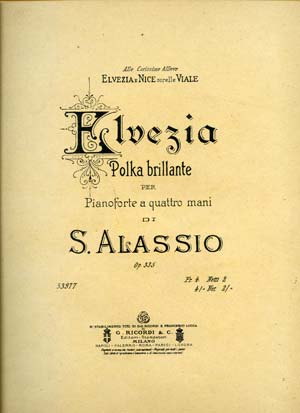
Titelblatt der Polka brillante Elvezia op. 335

Serafino Alassio (* 1836 in Imperia; † 7. Februar 1915) war ein italienischer Komponist, Organist und Mandolinist.
Er hinterließ ein kaum zu überblickendes Œuvre von Salonstücken (Klavier, Violine, andere Instrumente) mit über 700 Opuszahlen, ein Volumen vergleichbar mit dem des deutschen Salon-Komponisten Franz Behr. Nur wenige seiner Kompositionen werden heute noch verlegt und sind meistens nur antiquarisch oder in Bibliotheken erhältlich.
Der polnische Pianist Mieczysław Horszowski spielte Alassios Stück Babillarde 1902 in Wien.

## Werke (Auswahl)
- op. 18 Il Bindisi. Valser brillante per Pianoforte. G. Martinenghi, Mailand (Pl.n°830).
- op. 18 La Farfalla. Polka per Pianoforte. G. Poma, Genua (Pl.n°836).
- op. 24 La Vivandiera al Campo. Mazurka militare per Pianoforte. G. Poma, Genua (Pl.n°944).
- op. 25 Una festa campestre: piccolo album di danze per pianoforte coi numeri per le dita
- op. 36 La goutte d’eau. Caprice Nocturne pour Piano
- op. 37 La rosa. Romanze für Gesang und Klavier
- op. 52 Lucy. melodia per pianoforte
- op. 56 24 preludj e cadenze per pianoforte od organo
- op. 170 Castelli in aria: mazurka per pianoforte
- op. 261 Una Lagrima! Pensiero Elegiaco per Piano-Forte
- op. 269 Capriccio Fantastico sull’ opera Otello di G. Verdi, für Klavier
- op. 335 Elvezia. Polka brillante per Pianoforte a quattro mani. Ed. Ricordi, Mailand
- op. 537 Gli ugonotti di G. Meyerbeer. Al dolce nostro accento
- op. 557 Cristoforo Colombo di A. Franchetti. Per la conca d’argento. G. Ricordi
- op. 651 Osaka e Kyoto: duettino atto II
- op. 673 La mia bambola
- op. 689 Capriccio per flauto e pianoforte
- op. 690 Iris di P. Mascagni. Serenata di Jor für Flöte und Klavier
- op. 704 Un bacio, valzer